# Fer-saccharose
Le fer-saccharose  est une forme de Fer (médicament), administrée par voie intraveineuse en cas de carence martiale. Il est vendu sous le nom de marque Venofer.

## Usage médical
Est un médicament utilisé pour traiter l'anémie ferriprive chez les personnes atteintes d'insuffisance rénale chronique. Dans ce groupe, cela fonctionne mieux que le fer par la bouche. Il est administré par injection progressive dans une veine.

## Effets secondaires
Les effets secondaires courants comprennent les nausées, la diarrhée, l'hypotension artérielle, les démangeaisons, les douleurs articulaires et l'enflure; d'autres effets secondaires peuvent inclure l'anaphylaxie. Il peut avoir moins d'effets secondaires que le fer-dextran. Le fer-saccharose remplace le fer dans le sang pour favoriser la production de globules rouges.

## Histoire
L'utilisation médicale du fer sucré a été approuvée aux États-Unis en 2000, mais il a déjà été utilisé en Europe,. Au Royaume-Uni, 100 mg coûtent au NHS environ 10 livre sterling à partir de 2021. Ce montant aux États-Unis est d'environ 60 dollars américains.

## Molécules alternatives
L'autre fer administrable en intraveineux est le carboxymaltose ferrique[réf. nécessaire]